# Caulaincourt, Aisne

Caulaincourt este o comună în departamentul Ain, Franța. În 1 ianuarie 2022 avea o populație de 144 de locuitori.